# Остроградський Василь Федорович
Остроградський Василь Федорович (нар. 1716 — пом. до 1782) — український військовий та державний діяч в добу Гетьманщини, бунчуковий товариш, сотник Говтвянської сотні. Син полковника Миргородського полку — Остроградського Федіра Матвійовича та онук наказного полковника Миргородського полку — Остроградського Матвія Івановича.

## Біографія
Навчався у Києво-Могилянській академії (1727 був учнем класу інфими). З 1735 — військовий товариш. 1735 брав участь у поході проти ногайців.
31 травня 1738 обраний сотником Говтвянської сотні Миргородського полку. 1738-1739 командував козаками Лубенського полку, які охороняли форпости по Дніпру. Під час Хотинського походу 1739 ходив «внутрь неприятельской земли, по добытию языка», постачав з Молдавії худобу для армії, був у бою при взятті Фокшани, за дорученням полкової канцелярії брав участь у ревізії Галицької, Остапівської, Білоцерківської, Богацької, Устивицької, Яреськівської та Шишацької сотень (1741–1755).
1741–1742 зі своєю сотнею охороняв українську прикордонну смугу та форпости по Дніпру. Був з Миргородським полком на зустрічі імператниці Єлизавети Петрівни, «когда она шествовала в Кіев» (1744), а 1759 — на церемонії обрання гетьманом Кирила Розумовського. 1748–1750 «ловил гайдамаков на той стороні Дніпра в містечкі Цибулив и в других степных містах». Охороняв кордон у місті Кременчук під командуванням наказного Миргородського полковника Івана Гамалії (1750).
Протягом шести місяців знову охороняв форпости «вниз по Дніпру» (1755). Пішов у відставку 5 жовтня 1761 в ранзі бунчукового товариша. За військову службу пожалуваний ранговими маєтками, мав двори у Полтаві, Говтві, селі Єрки.